# خادم لايت سبيد
خادم لايت سبيد (بالإنجليزية: LiteSpeed Web Server (LSWS))‏ هو خادم ويب من أكثر خوادم الويب شهرة، ومقدر استخدامه من قبل 10% من المواقع وفقًا لتقديرات يوليو 2021. تطوير خادم لايت سبيد من قبل شركة لايت سبيد تكنولوجيز المملوكة للقطاع الخاص. يستخدم الخادم نفس تنسيق التكوين الخاص بخادم إتش تي تي بي أباتشي.

## المميزات
خادم لايت سبيد متوافقة مع ميزات أباتشي المعروفة، بما في ذلك mod_rewrite و .htaccess و mod_security. يمكن لـخادم لايت سبيد تحميل ملفات تكوين أباتشي مباشرة وتعمل كبديل متكامل لأباتشي مع التكامل الكامل مع لوحات التحكم الشائعة. يحل خادم لايت سبيد محل جميع وظائف أباتشي، ولكنها تستخدم نهجًا يعتمد على الأحداث لمعالجة الطلبات.